# بشير صلاح الدين
بشير صلاح الدين (بالإنجليزية: Bashir Salahuddin)‏ (مواليد 6 يوليو 1976) هو ممثل وكاتب أمريكي، وكوميدي.

## النشأة والتعليم
ولد بشير ونشأ في الجانب الجنوبي من شيكاغو، إلينوي. والده في الأصل من بنما وانتقل مع عائلته إلى شيكاغو عندما كان طفلاً. نشأت والدته في الجانب الغربي من شيكاغو. التقيا عندما كانا طالبين في جامعة جنوب إلينوي واعتنقا الإسلام في أوائل السبعينيات. انفصل والديه في أوائل العقد الأول من القرن الحادي والعشرين. نشأ بشير مع ثلاثة أشقاء وشقيقتين، ولديه شقيقان أصغر منه من زواج والده الثاني. عمل والده ميكانيكي طائرات في خطوط ميدواي الجوية في مطار شيكاغو ميدواي الدولي. وكأفراد من عائلة موظف في شركة طيران كانت العائلة قادرة على السفر في العديد من الرحلات الاحتياطية عبر الولايات المتحدة. ينسب الفضل لوالده في غرس ما يشير إليه ب «أخلاقيات العمل المهاجر».
كان صلاح الدين طالبًا في مرحلة ما قبل الطب بجامعة هارفارد، وتخرج عام 1998. قام بالعديد من العروض المسرحية، بما في ذلك في مسرح بودينغ.  التقى أيضًا وأصبح صديقًا لـلمخرج والكاتب Diallo Riddle ، الذي أصبح شريكه في الكتابة. وفي سنته الأولى في هارفارد قرر بشير أنه يريد أن يكون ممثلاً وحضر البرنامج التدريبي لمسرح الهنجر.

## الحياة المهنية
بعد تخرجه من جامعة هارفارد، عاد بشير إلى شيكاغو وعمل مساعدًا قانونيًا من أجل توفير المال ليتمكن من الانتقال إلى لوس أنجلوس. عندما وصل إلى لوس أنجلوس في أوائل العقد الأول من القرن الحادي والعشرين، عمل كمسؤول مساعد في شركة وارنر براذرز كنادل. لم يحصل بشير وريدل على العمل الذي يريدونه، وبدأوا في إنشاء مقاطع فيديو خاصة بهم على الويب. شاهد ديفيد ألان غرير مقاطع الفيديو الخاصة بهم ووظفهم كفريق كتابة في برنامجه Chocolate News في عام 2008. 
ثم طلب منهم جيمي فالون الانضمام إلى طاقم الكتابة معه في Late Night مع Jimmy Fallon وانتقلوا إلى نيويورك. بقوا في العرض لمدة أربع سنوات. 
في يناير 2016 تم إلغاء المسلسل الكوميدي Brothers in Atlanta ، الذي مدته نصف ساعة والذي أخذته إتش بي أو من بشير وريدل.  في مارس 2016 تم اختيار بشير كقائد للذكور في كوميديا Hulu التجريبية، Crushed ، بالاشتراك مع ريجينا هول. وفي يونيو 2016 أعلنت شركة الإنتاج ليونزغيت إنترتينمنت أنها ستنقل الإنتاج من ولاية كارولينا الشمالية إلى كندا بسبب توقيع حاكم ولاية كارولينا الشمالية قانونًا مثيرًا للجدل لمكافحة الشذوذو الجنسي، بالإضافة إلى الحوافز الضريبية المتاحة للإنتاج في فانكوفر.
كممثل ظهر بشير في عدة أعمال منها متجر كبير (مسلسل تلفزيوني) ، مختطف (فيلم 2017) ، عائلة بلوث (مسلسل) ، Single Parents ، إبحث (سلسلة تلفزيونية) و ذا ميندي بروجيكت . ومثل كشخصية متكررة في برنامج نتفليكس مسلسل توهج ، الذي تم عرضه لأول مرة في عام 2017.
جنبا إلى جنب مع ريدل، أنشأ بشير العرض الكوميدي ساوث سايد ، والذي تم عرضه لأول مرة في كوميدي سنترال في 24 يوليو 2019. حيث يدور العرض حول اثنين من خريجي كليات المجتمع الجدد يحاولان أن يصبحا رواد أعمال في شيكاغو، وقام بتصويره سلطان شقيق بشير وكريم يونغ. بشير وزوجته شاندرا راسل وريدل هم أيضًا نجوم. 
قام بشير وريدل أيضًا بإنشاء العرض الكوميدي Sherman's Showcase ، والذي تم عرضه لأول مرة في قناة الأفلام المستقلة في 31 يوليو 2019. العرض كان جزء من محاكاة ساخرة، وجزء من تكريم لعروض مثل Soul Train و American Bandstand و The Midnight Special . من بين النجوم الضيوف كان جون ليجند وكويستلوف وكوينسي جونز وناتاشا بيدنجفيلد وتيفاني هاديش وإليزا كوبيه.  
في عام 2018 أُعلن أن بشير قد تم اختياره في فيلم دراما والحركة مع توم كروز 2022 توب غان: مافريك. وفي عام 2019 كان بشير يلعب دورًا رائدًا في فيلم The 24 ، وهو فيلم عن فوج المشاة الرابع والعشرين للولايات المتحدة وشغب هيوستن عام 1917 . وشارك في تأليف الفيلم وإخراجه كيفن ويلموت.
في الآونة الأخيرة وقع بشير وريدل صفقة مع شركة تلفزيون وارنر بروس.

## الحياة الشخصية
تزوج بشير من الممثلة شاندرا راسل عام 2017. لديهم ابن. 

## فيلموغرافيا

### أفلام
| سنة  | عنوان           | دور            | ملحوظات |
| ---- | --------------- | -------------- | ------- |
| 2006 | Jam (TV series) | شرطي # 1       |         |
| 2006 | Nailed          | ويليس          |         |
| 2017 | مختطف           | مورجان راسل    |         |
| 2018 | غرينغو          | ستو            |         |
| 2018 | معروف بسيط      | المحقق سامرفيل |         |
| 2019 | قصة زواج        | مخرج           |         |
| 2020 | 24              | بيج جو         |         |
| 2021 | سيرانو          | لو بريت        |         |
| 2022 | توب غان: مافريك | هوندو كولمان   |         |
| 2024 | فتاة ميلر       | بوريس فيلمور   |         |